# Renault Scénic
Renault Scénic – samochód osobowy typu minivan klasy kompaktowej produkowany pod francuską marką Renault w latach 1996–2022.

## Pierwsza generacja

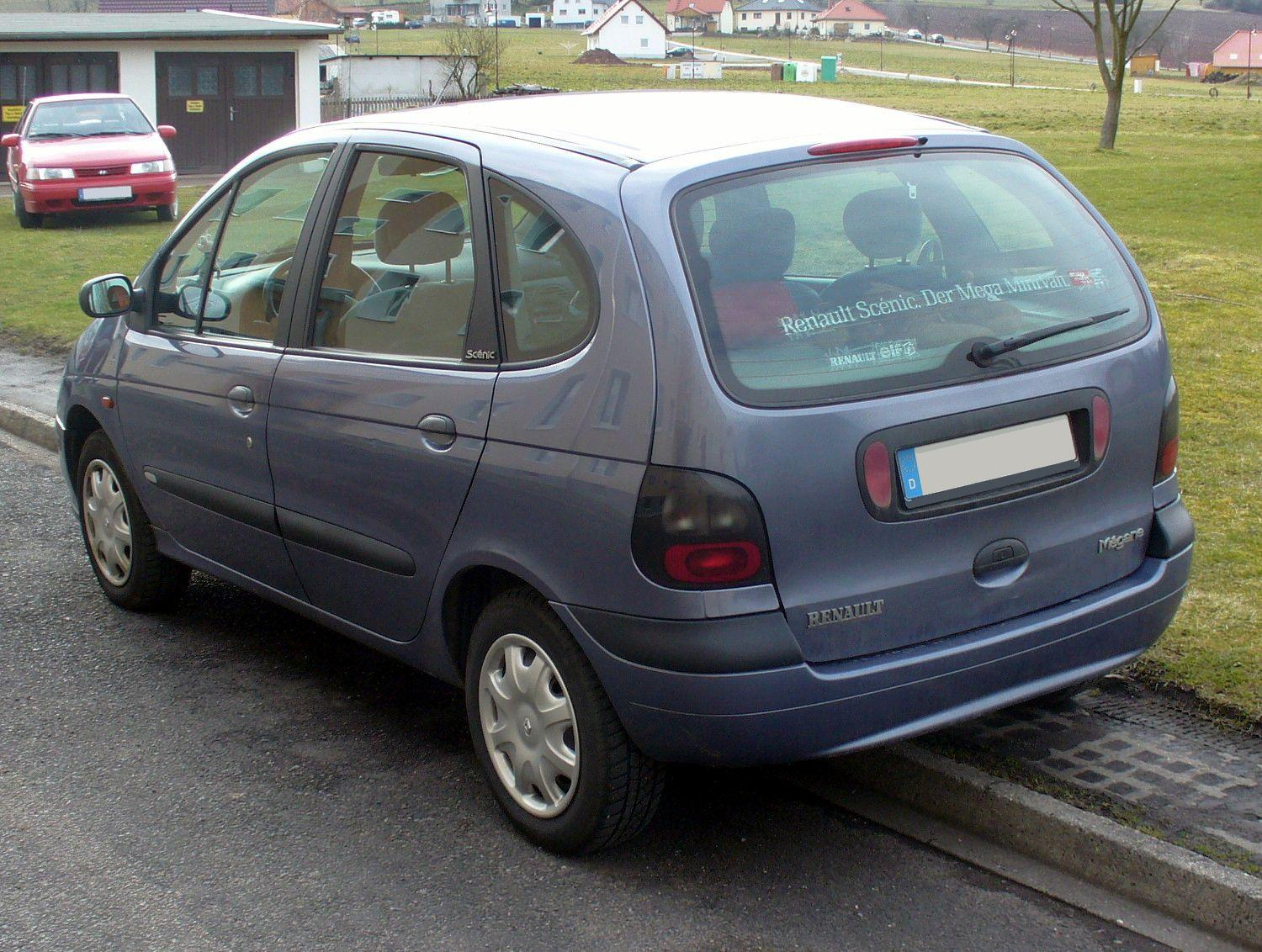
Renault Mégane Scénic – tył

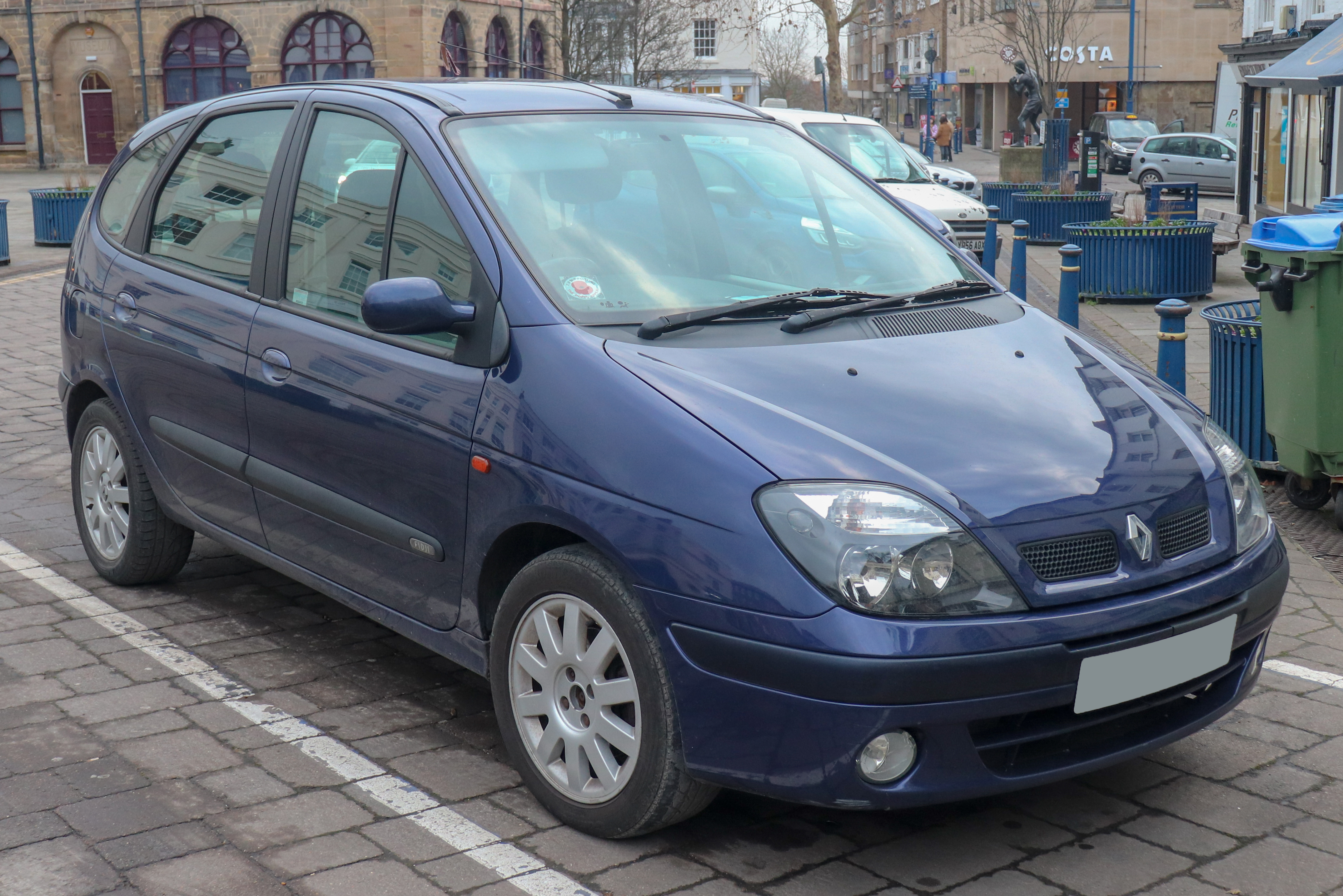
Renault Scénic I po liftingu

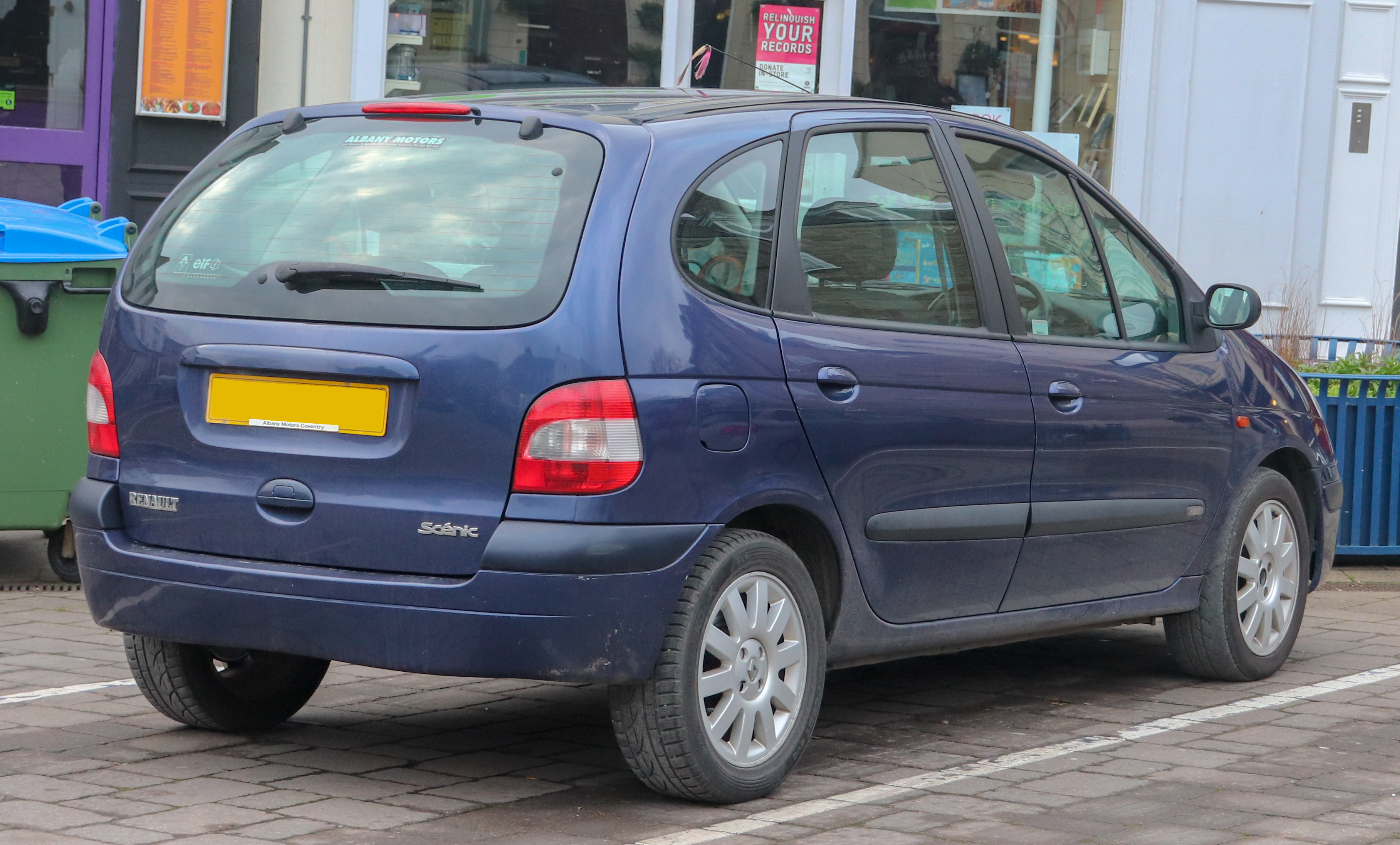
Renault Scénic I – tył po liftingu

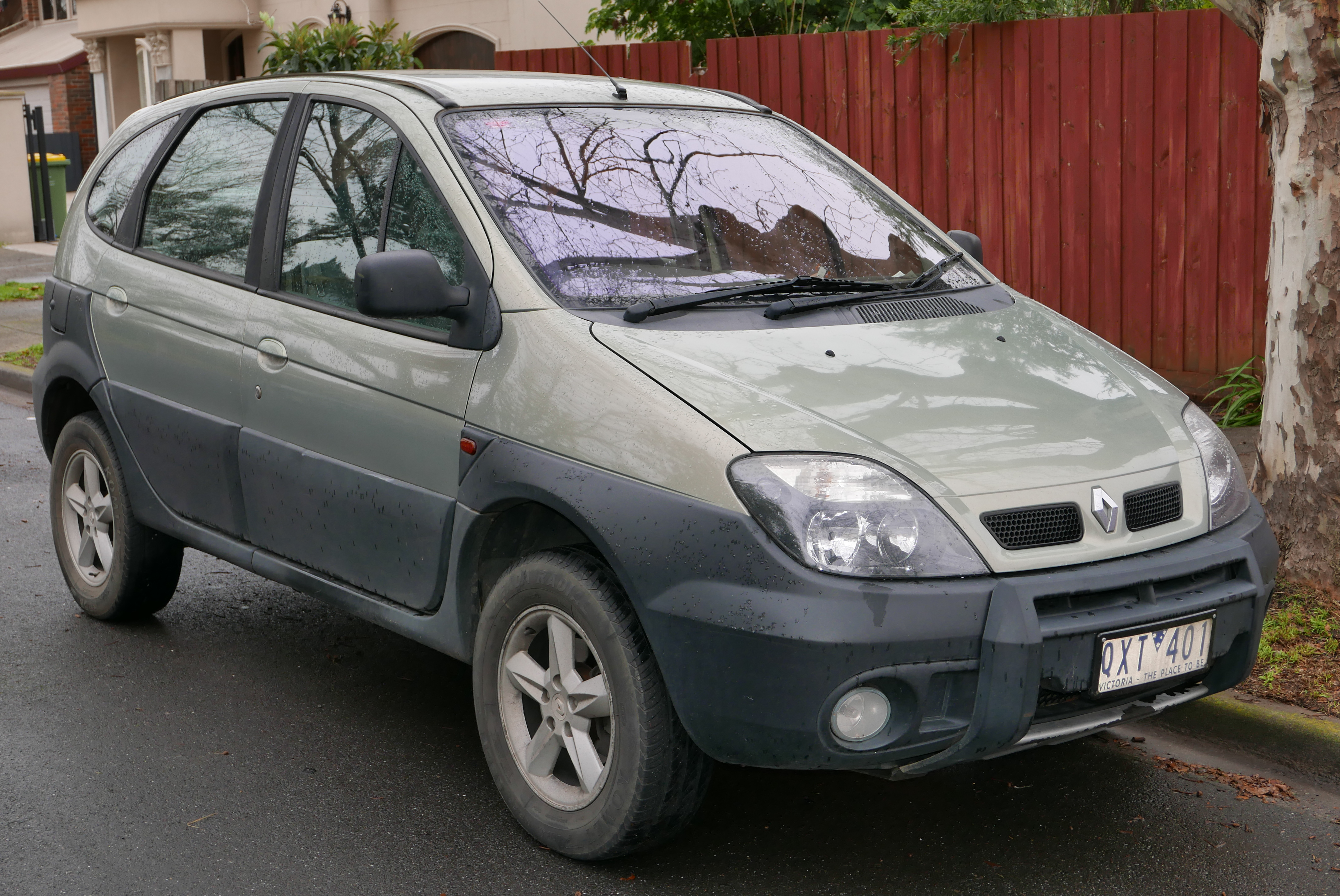
Renault RX4

Renault Scénic I został zaprezentowany po raz pierwszy w 1996 roku.
Samochód miał premierę jako piąta odmiana nadwoziowa modelu roku Mégane, jako Mégane Scenic. 1997 został uznany Samochodem Roku. Początkowo był on tylko odmianą nadwoziową modelu Mégane. W teście zderzeniowym EuroNCAP uzyskał wynik 4 gwiazdek.
W marcu 1999 roku Scénic wraz z całą rodziną Mégane przeszedł facelifting, podczas którego otrzymał większe przednie reflektory i przemodelowane tylne lampy, w stylu zgodnym z całą linią zmodernizowanego Megane’a. Podobnie jak w Meganie Coupe tylne światła przeciwmgielne z klapy bagażnika powędrowały pod klosze tylnych lamp zespolonych. Przy okazji liftingu zmieniono nazwę na Renault Scénic, akcentując tym odrębność linii modelowej. Napis „Mégane” jednak wciąż widniał przy szybie tylnych drzwi bocznych, tam gdzie przed liftingiem umieszczone było logo „Scénic”. W 2000 roku pojawiła się wersja z napędem na cztery koła, z dołączaną tylną osią w przypadku poślizgu kół przednich przez sprzęgło wiskotyczne o nazwie Scénic RX4. W latach 1998–2010 samochód produkowano w Ameryce Łacińskiej

### Renault Scénic RX4
W latach 2000–2003 produkowano model Renault Scénic o oznaczeniu RX4. Odznacza się on dołączanym napędem na tylną oś w przypadku poślizgu kół przednich, podwyższonym zawieszeniem (prześwit 21 cm), większymi kołami i „terenowym” pakietem stylizacyjnym. Układ napędowy został opracowany przy współpracy z austriacką firmą Steyr-Daimler-Puch, znaną między innymi z produkcji Mercedesa G. Konstrukcja drzwi tylnych również jest nieco inna – składa się z dwóch części. Do góry podnoszona jest tylko szyba, a same drzwi otwierają się na bok. Umieszczono na nich koło zapasowe, które w zwykłej odmianie leży pod podłogą bagażnika, ale z racji rozbudowanego tylnego zawieszenia wraz z układem napędowym, nie ma już w RX4 na nie tam miejsca. Nie jest to jednak samochód terenowy (brak blokady mostów oraz ramy), należy do grona crossoverów.

### Silniki
| 1996–2003  | 1996–2003               | 1996–2003   | 1996–2003   | 1996–2003                 | 1996–2003                            | 1996–2003                                |                     |
| Silnik     | Pojemność skokowa [cm³] | Typ silnika | Kod silnika | Liczba cylindrów/ zaworów | Moc maksymalna [KM/kW] przy obr./min | Maks. moment obrotowy [Nm] przy obr./min | Prędkość Maksymalna |
| ---------- | ----------------------- | ----------- | ----------- | ------------------------- | ------------------------------------ | ---------------------------------------- | ------------------- |
| 1.4        | 1390                    | R4          | E7J         | 4/8                       | 75(55)6000                           | 107/4000                                 | 160 km/h            |
| 1.6        | 1598                    | R4          | K7M         | 4/8                       | 75(55)5000                           | 130/3400                                 | 165 km/h            |
| 1.6        | 1598                    | R4          | K7M         | 4/8                       | 90(66)5000                           | 137/4000                                 | 174 km/h            |
| 2.0        | 1998                    | R4          | F3R         | 4/8                       | 114(84)5400                          | 168/4250                                 | 185 km/h            |
| 1.9 d      | 1870                    | R4          | F8Q         | 4/8                       | 65(48)4500                           | 120/2250                                 | 152 km/h            |
| 1.9 dT     | 1870                    | R4          | F8Q         | 4/8                       | 95(70)4250                           | 176/2000                                 | 174 km/h            |
| 1.9 dTi    | 1870                    | R4          | F9Q         | 4/8                       | 99(73)4000                           | 200/2000                                 | 173 km/h            |
| 1999–2003  |                         |             |             |                           |                                      |                                          |                     |
| Silnik     | Pojemność skokowa [cm³] | Typ silnika | Kod silnika | Liczba cylindrów/ zaworów | Moc maksymalna [KM/kW] przy obr./min | Maks. moment obrotowy [Nm] przy obr./min | Prędkość maksymalna |
| 1.4 16V    | 1390                    | R4          | K4J         | 4/16                      | 95(60)6000                           | 127/3750                                 | 173 km/h            |
| 1.6 16V    | 1598                    | R4          | K4M         | 4/16                      | 110(81)5750                          | 148/3750                                 | 185 km/h            |
| 1.8 16V    | 1783                    | R4          | F4P         | 4/16                      | 116(85)5750                          | 164/3750                                 | 189 km/h            |
| 2.0 16V    | 1998                    | R4          | F4R         | 4/16                      | 139(102)5500                         | 188/3750                                 | 196 km/h            |
| 1.9 d      | 1870                    | R4          | F8Q         | 4/8                       | 64(47)4500                           | 120/2250                                 | 152 km/h            |
| 1.9 dTi    | 1870                    | R4          | F9Q         | 4/8                       | 80(59)4000                           | 160/2000                                 | 162 km/h            |
| 1.9 dTi    | 1870                    | R4          | F9Q         | 4/8                       | 98(72)4000                           | 200/2250                                 | 174 km/h            |
| 1.9 dCi    | 1870                    | R4          | F9Q         | 4/8                       | 102(75)4000                          | 200/1500                                 | 177 km/h            |
| Scénic RX4 |                         |             |             |                           |                                      |                                          |                     |
| Silnik     | Pojemność skokowa [cm³] | Typ silnika | Kod silnika | Liczba cylindrów/ zaworów | Moc maksymalna [KM/kW] przy obr./min | Maks. moment obrotowy [Nm] przy obr./min | Prędkość Maksymalna |
| 2.0 16V    | 1998                    | R4          | F4R         | 4/16                      | 139/5500                             | 188/3750                                 | 180 km/h            |
| 1.9 dCi    | 1870                    | R4          | F9Q         | 4/8                       | 102/4000                             | 200/1500                                 | 160 km/h            |

## Druga generacja

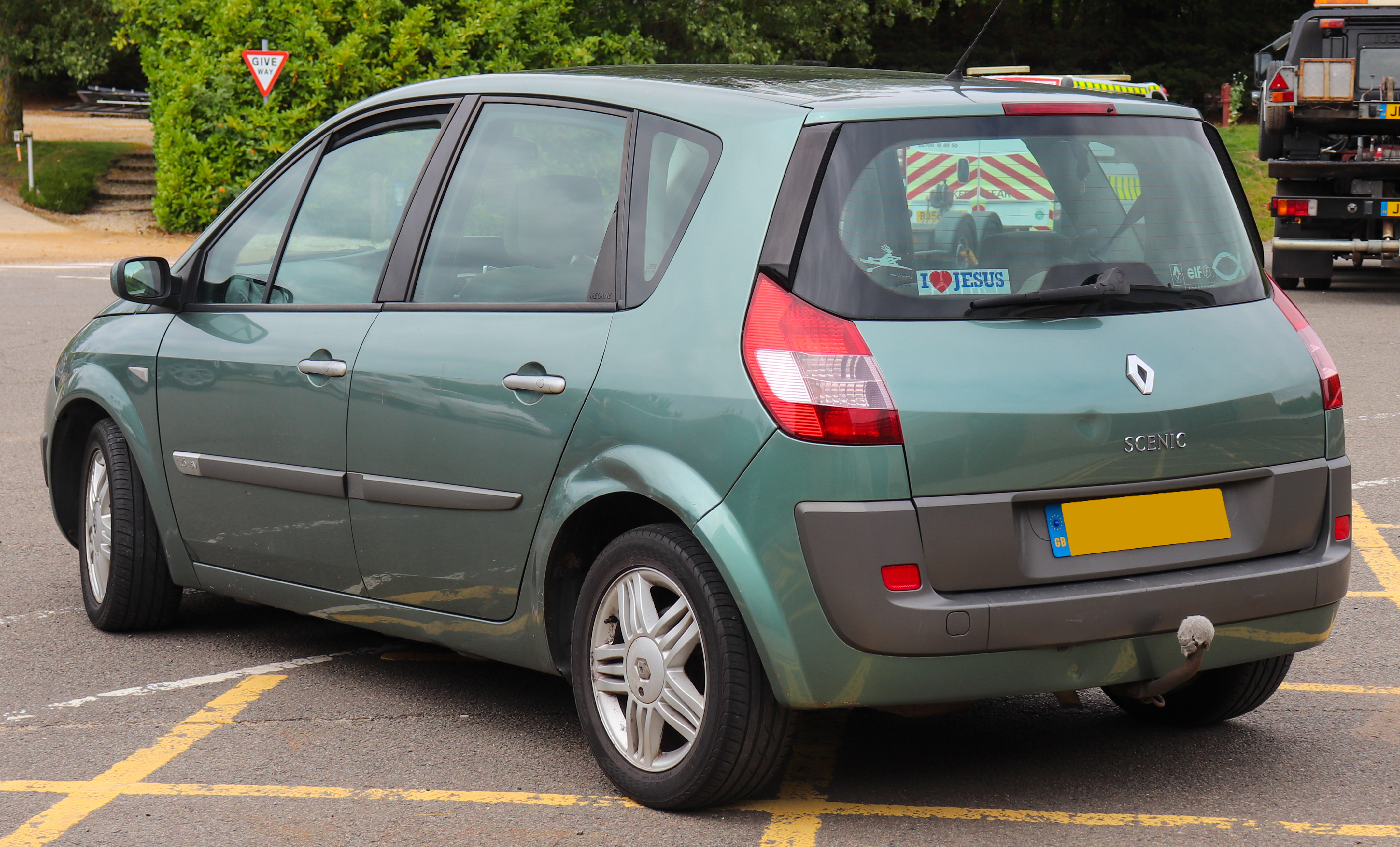
Renault Scénic II – tył

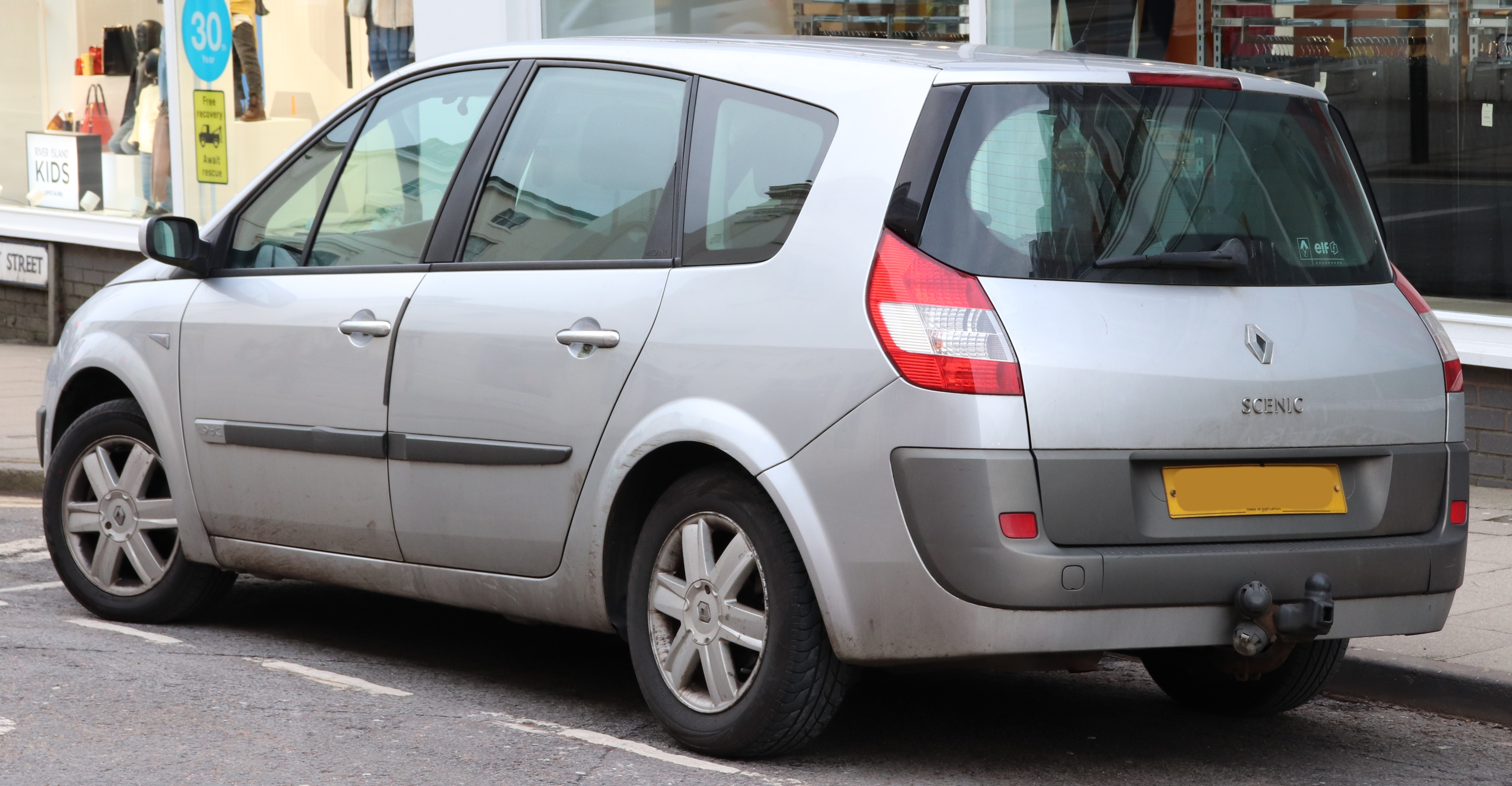
Renault Grand Scénic II

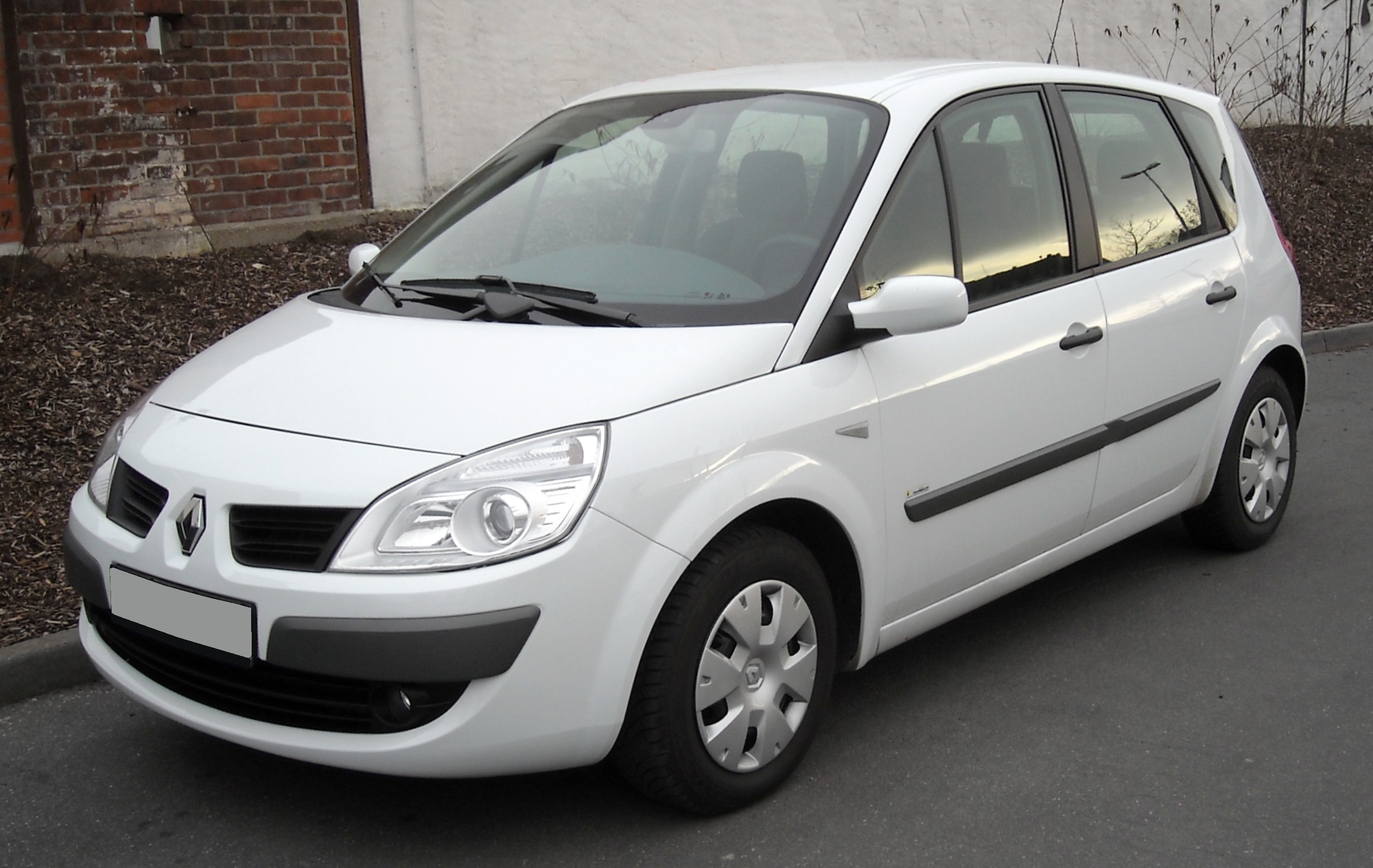
Renault Scénic II po liftingu

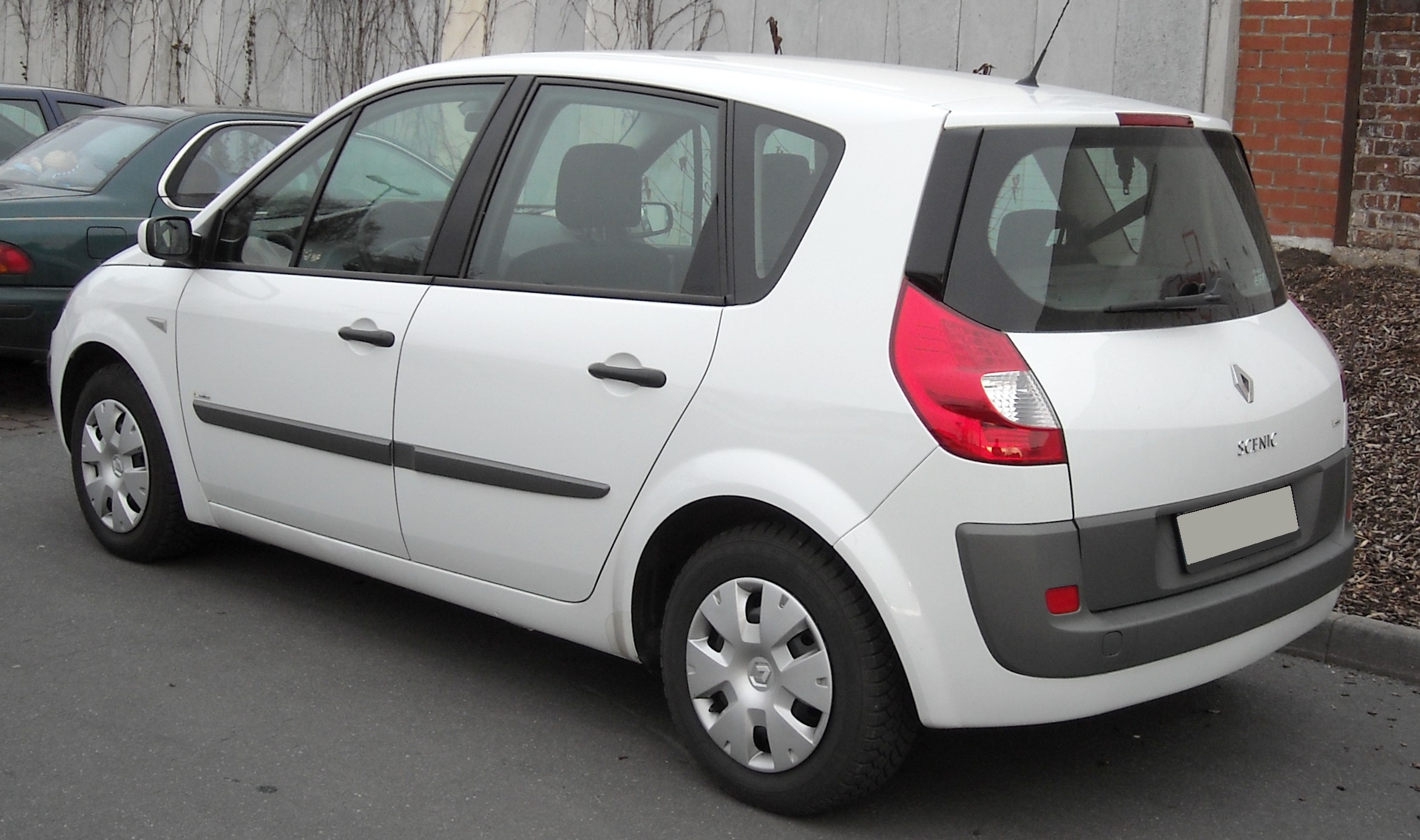
Renault Scénic II – tył po liftingu

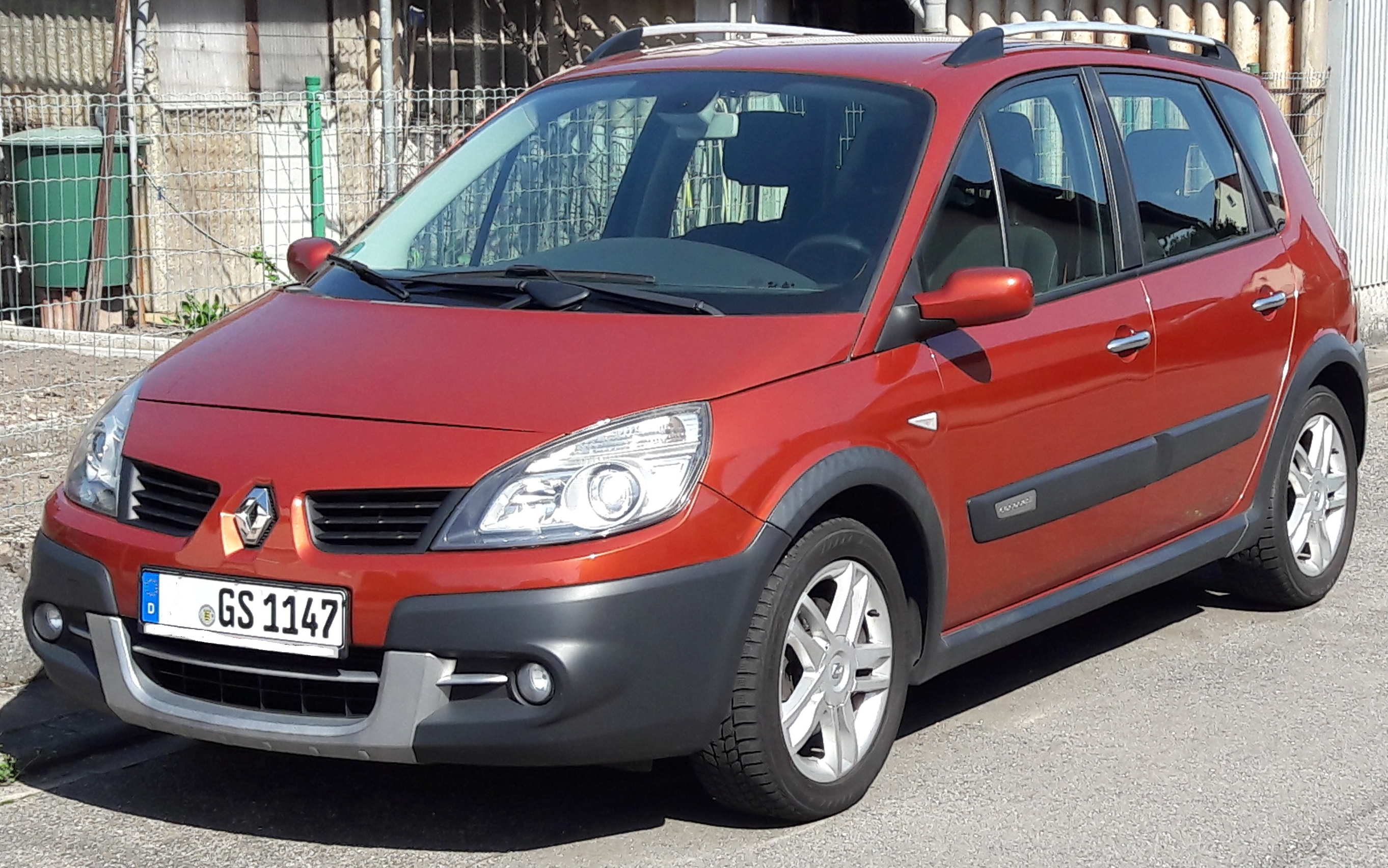
Renault Scénic Conquest

Renault Scénic II został po raz pierwszy zaprezentowany w 2003 roku podczas targów motoryzacyjnych w Genewie.
Auto zbudowane zostało na płycie podłogowej kompaktowego modelu Megane. W porównaniu do poprzednika, samochód urósł (zwłaszcza wszerz), co przekłada się na znacznie większą przestrzeń wewnątrz pojazdu. Kokpit stylistycznie nawiązuje do Megane’a II, ale nie jest z nim identyczny, tak jak to miało miejsce w poprzedniej generacji Mégane/Mégane Scénic. Największą zmianą stanowi zestaw wskaźników, który został ulokowany na środku deski rozdzielczej. Nie otrzymał on jednak klasycznej formy analogowych zegarów z modelu Megane, zdecydowano się na „przeszczepienie” cyfrowego wyświetlacza z większego Espace’a IV. Charakterystycznym elementem dla tego modelu jest specjalna konstrukcja prawej wycieraczki z przodu, dzięki której ma ona większe pole czyszczenia. Podobną wycieraczkę zamontowano w modelu Nissan Almera Tino. Później z tego rozwiązania skorzystał również Ford budując swojego pierwszego kompaktowego minivana (Ford C-MAX). Scénic II to lider sprzedaży w swojej klasie w Europie, a także lider bezpieczeństwa w tej klasie (5 gwiazdek w testach zderzeniowych według Euro NCAP). Samochód występuje w 2 odmianach nadwoziowych: krótki Scénic (5-osobowy) oraz długi Grand Scénic (5 lub 7-osobowy), w wersji siedmioosobowej produkowany od 2004 roku.
W październiku 2006 roku w salonach pojawił się model po face liftingu. Zmieniono kształt lamp i zderzak przedni. Zastosowano seryjne reflektory soczewkowe, podobnie jak w Mégane II po liftingu. Pojawiły się nowe kolory i wzory felg oraz zmodyfikowano paletę silników i listę opcji (przybył „uterenowiony” Conquest). Renault Scénic Conquest ma podwyższony o 2 cm prześwit i osłony na zderzakach. Auto pokonuje nierówne drogi, kałuże i inne przeszkody sprawnie. Samochód produkowano w latach 2007–2009. Samochód ma miękkie zawieszenie. Za auto trzeba było zapłacić około 80 tysięcy zł. Konkurentem był Volkswagen CrossTouran. Wszystkie wersje silnikowe sprzężono z 6-biegową skrzynią (przed liftingiem 6 biegów miały tylko najmocniejsze jednostki napędowe – benzyna 2.0 i 2.0 T oraz diesle 1.9 oraz diesle 1.5 dci – wersje o mocach powyżej 100 kM). Odtąd zaczęto również sprzedawać 7-osobowego Grand Scénica, za którego docelową grupę klientów uznano rodziny z dziećmi, korzystające z wózka, na który jest potrzebny duży bagażnik o płaskiej podłodze (7-osobowy samochód ma 475 l po złożeniu trzeciego rzędu siedzeń, natomiast 5-osobowy – 533 l). Za ostatnimi siedzeniami siedmioosobowego Grand Scénica jest jeszcze 200-litrowa przestrzeń bagażowa.

## Trzecia generacja

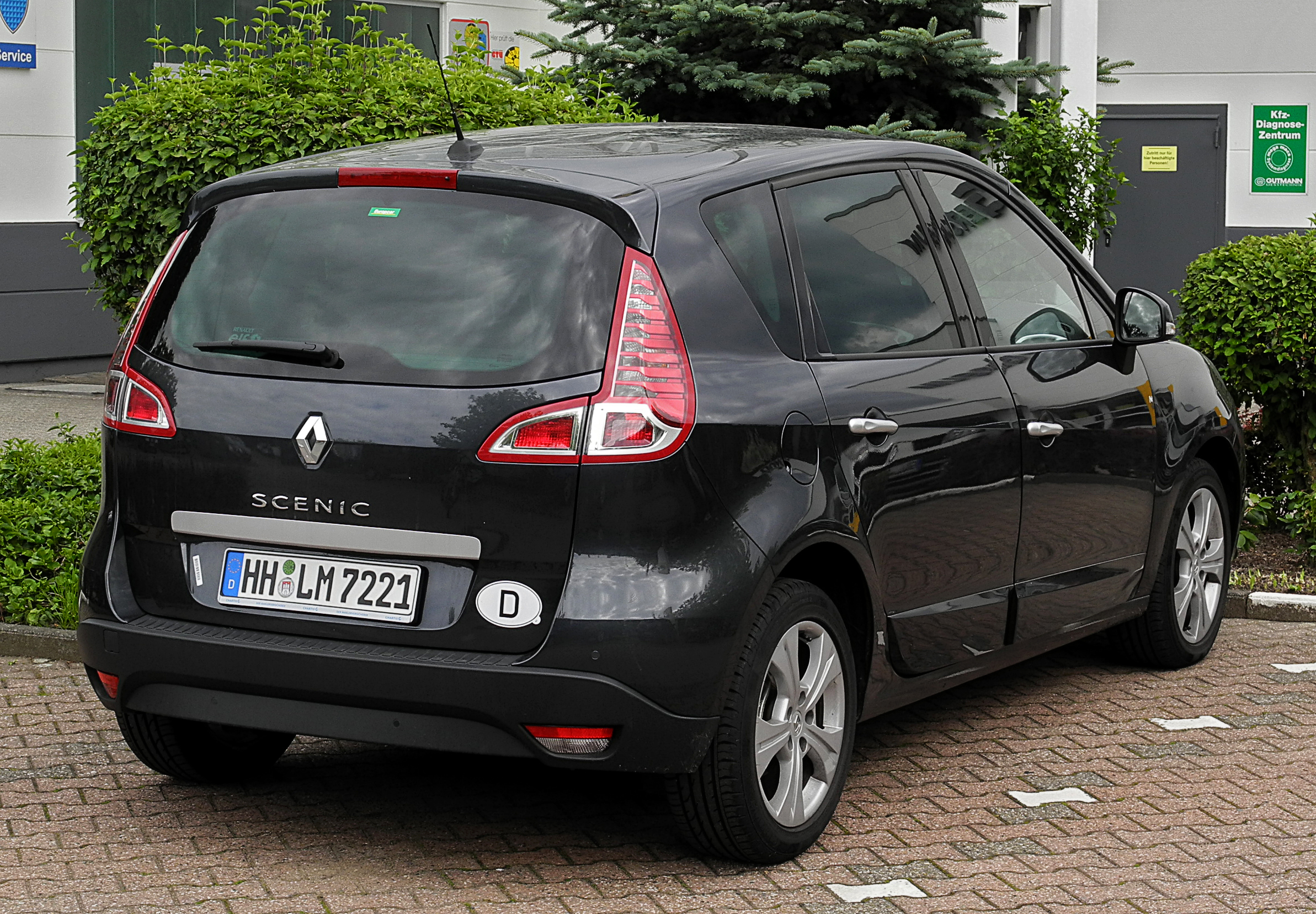
Renault Scénic III – tył

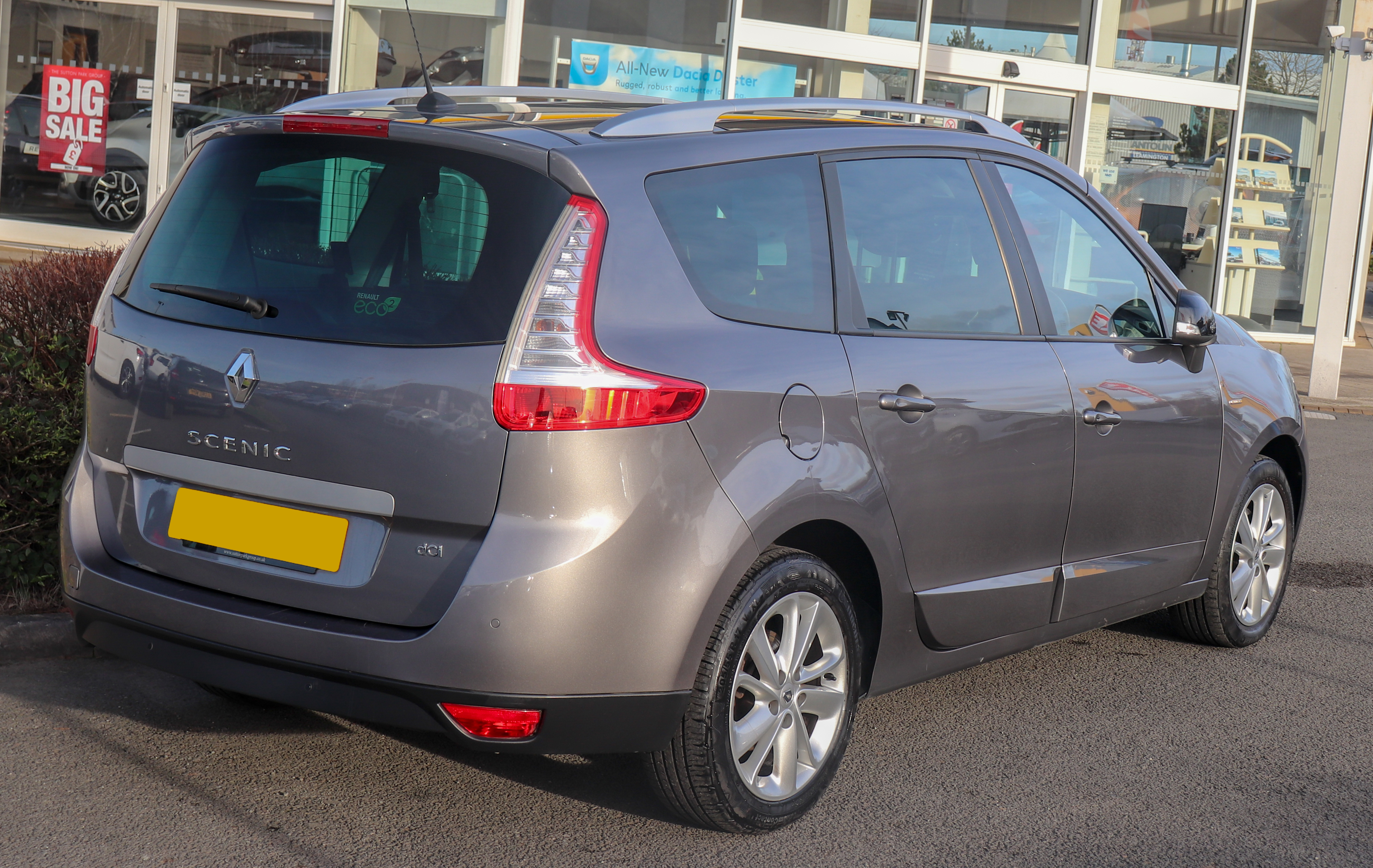
Renault Grand Scénic III

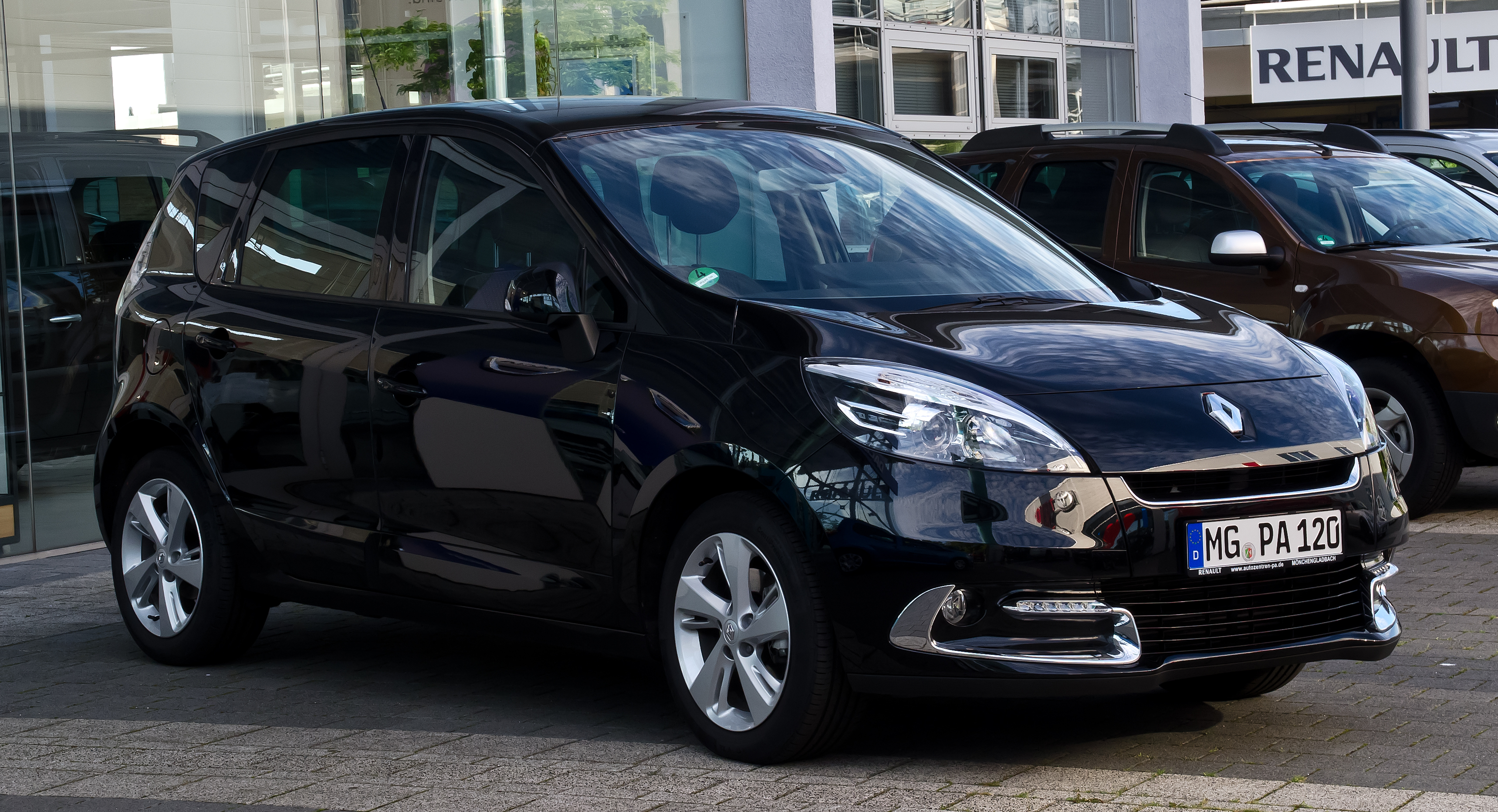
Renault Scénic III po pierwszym liftingu

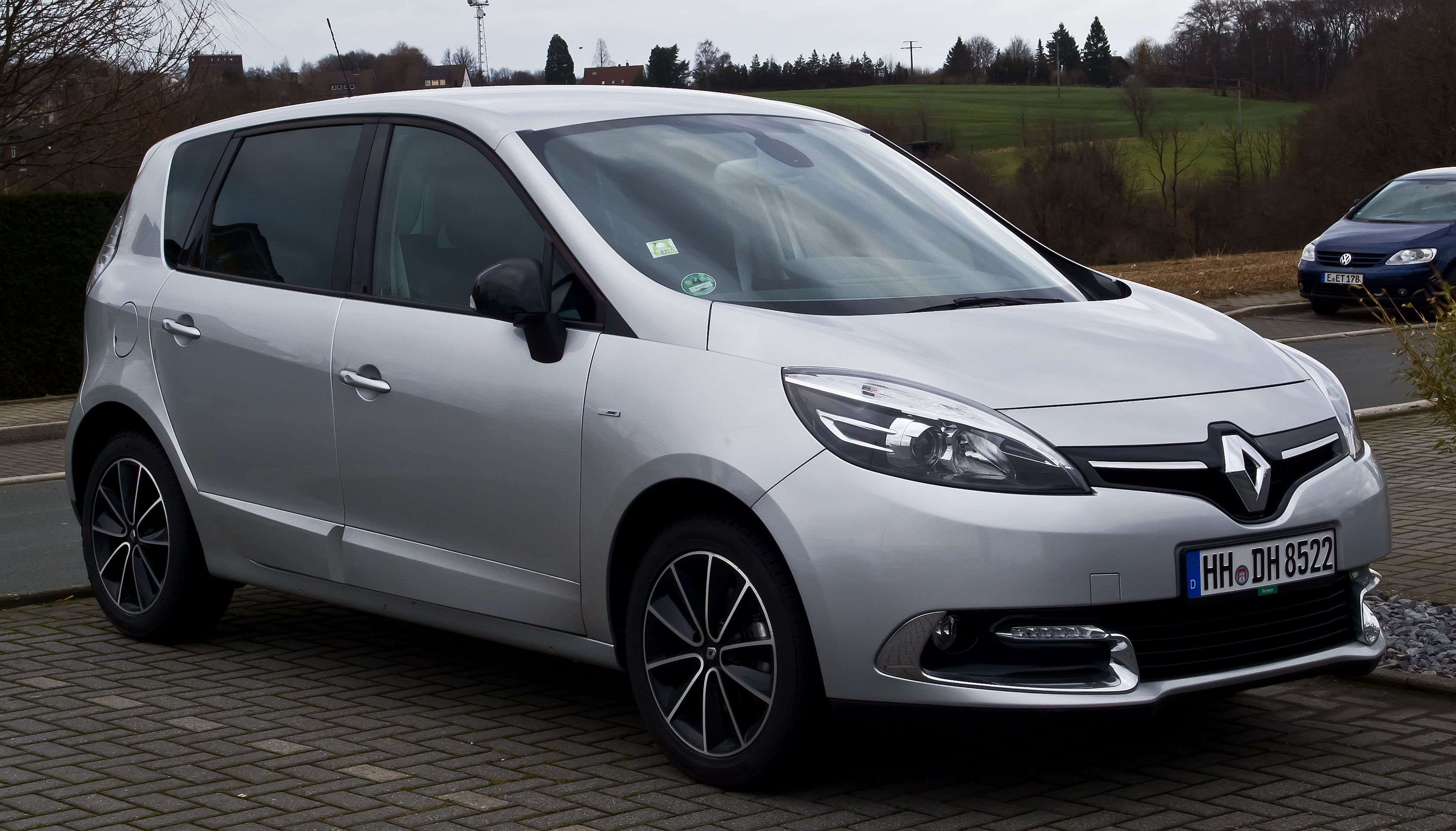
Renault Scénic III po drugim liftingu

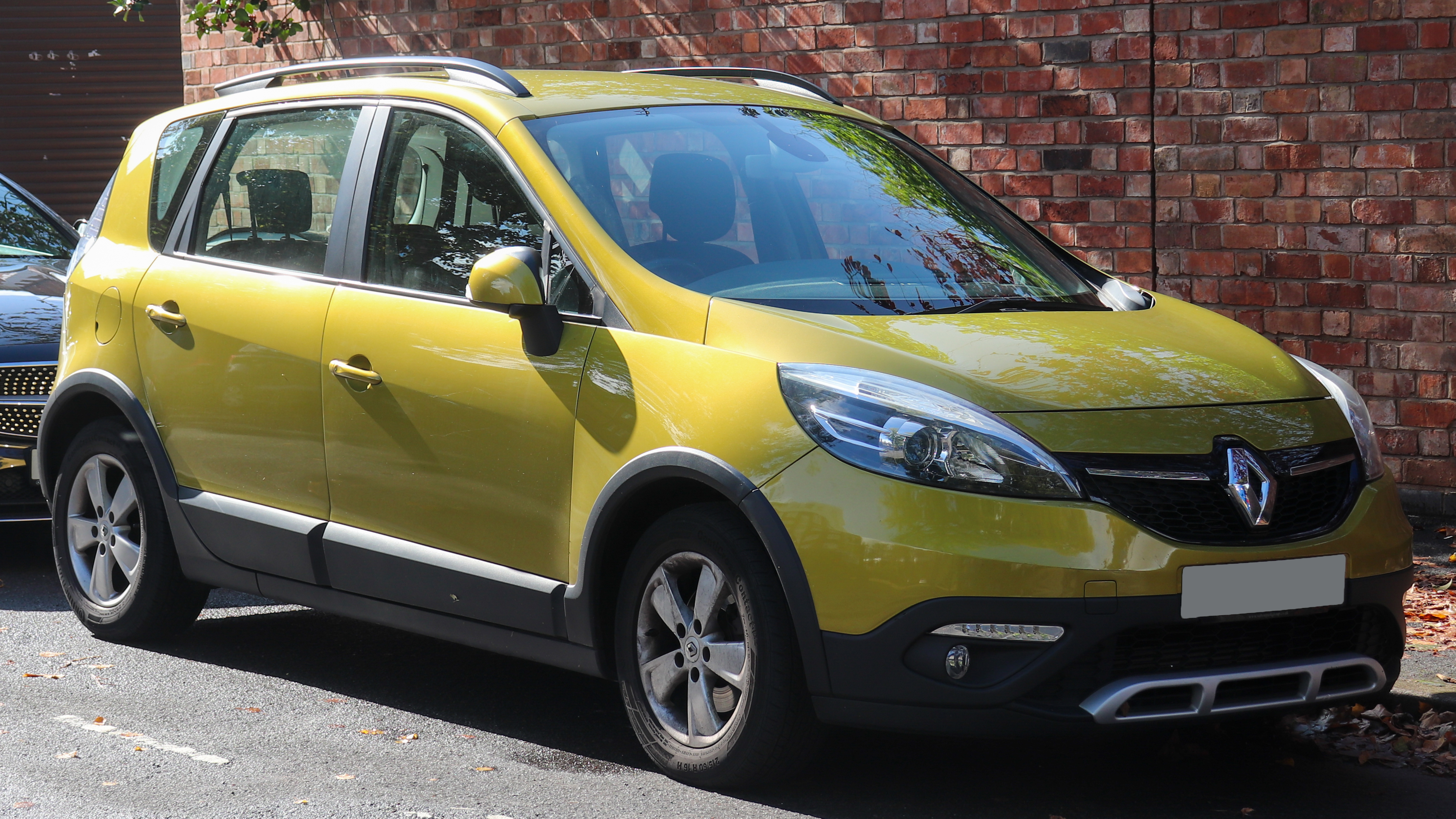
Renault Scénic XMOD

Renault Scénic III został po raz pierwszy zaprezentowany podczas targów motoryzacyjnych w Genewie w 2009 roku.
Renault Scénic III nie jest zupełnie nowym modelem, lecz głęboko zmodernizowanym Renault Scénic II. Wersja Grand od pięcioosobowej wersji różni się bardziej stonowaną stylistyką. Model tak jak Mégane III był produkowany w hiszpańskiej Palencii. Scénic III jako pierwszy w historii swojego modelu otrzymał benzynowy silnik z turbodoładowaniem o pojemności 1.4 TCe. Silnik ten wyposażono w najnowsze rozwiązanie z zakresu downsizingu. Pomimo pojemności 1.4 l dysponuje momentem obrotowym typowym dla silnika 2.0 l oraz mocą silnika o pojemności 1.8 l. Zużycie paliwa jest niższe niż w silniku 1.6 l. Trwałość jednostki napędowej szacowana jest na 250 000 kilometrów.
W 2013 roku pojazd przeszedł face lifting. Zmieniono m.in. pas przedni, tylny oraz nieznacznie wnętrze pojazdu. Pojawiła się także nowa wersja XMOD stylizowana na crossovera. Jak w drugiej generacji zastosowano czarne osłony, ale dodano inną atrapę chłodnicy. Standardowo były też montowane relingi dachowe. Prześwit zwiększono o 3 cm, czyli o 1 cm więcej niż w poprzedniej odsłonie. Jazdę w terenie ma ułatwić system kontroli trakcji Grip Xtend. Samochód ma także o 33 litry zwiększony bagażnik. Auto zadebiutowało 5 marca w Genewie. Auto oferowano z silnikiem benzynowym 1.2 TCe o mocy 115 i 130 KM i z dieslami 1.5 dCi o mocy 110 KM i 1.6 dCi o mocy 130 KM.

### Wersje wyposażeniowe
- Authentique
- Expression
- SL Tech Run
- Privilége
- XMOD
- Life
- Limited
- Bose
- TomTom

## Czwarta generacja

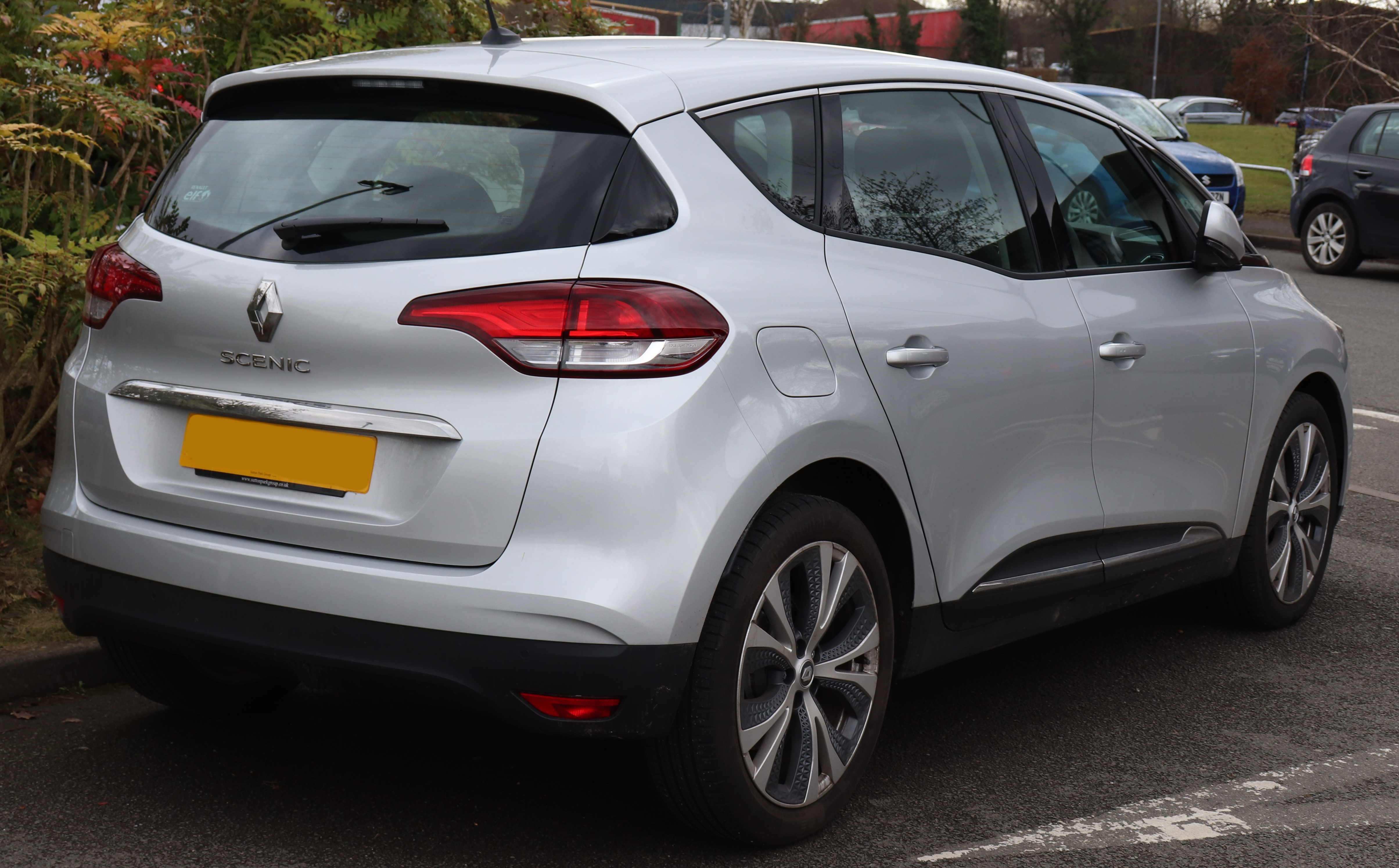
Renault Scénic IV – tył

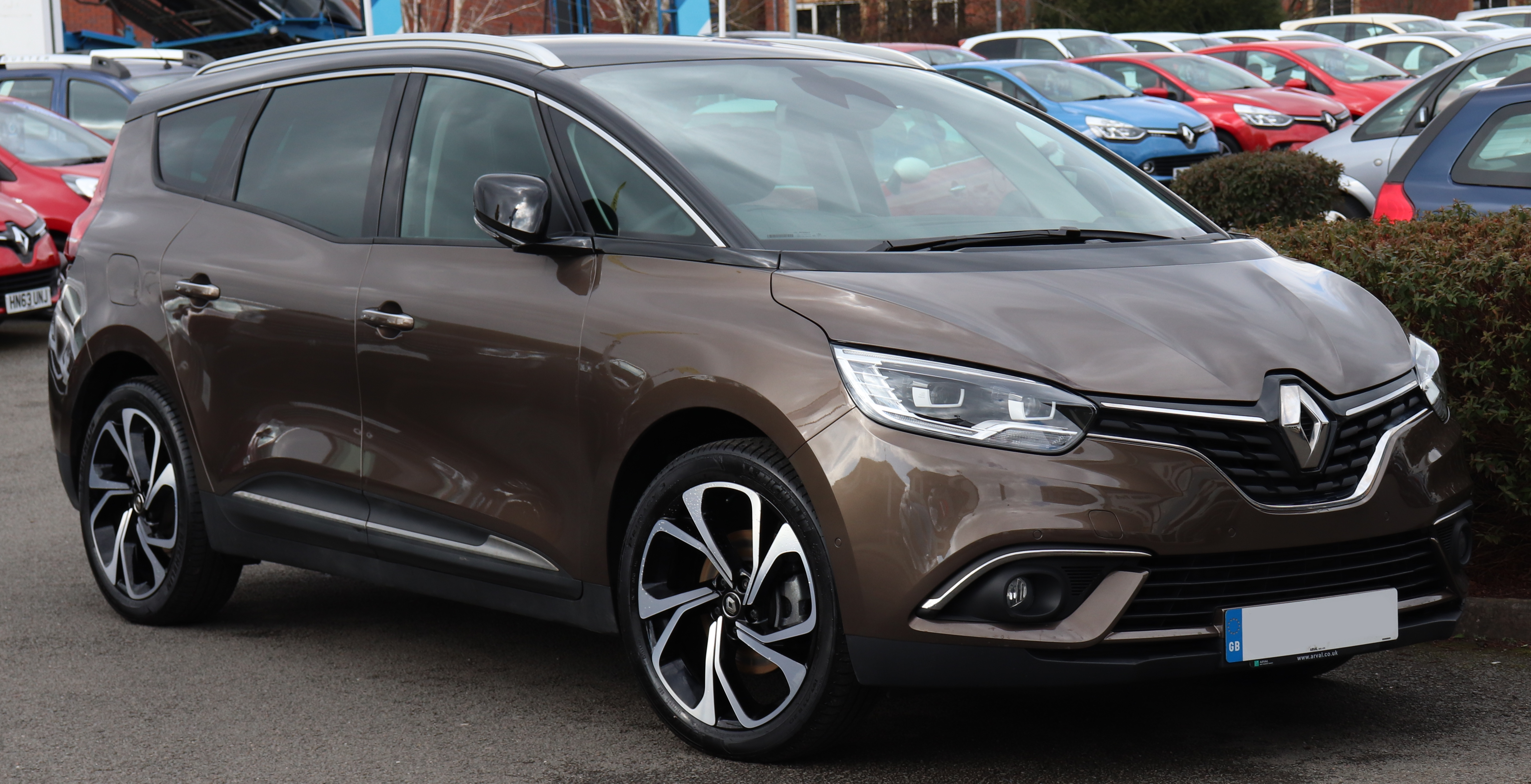
Renault Grand Scénic IV

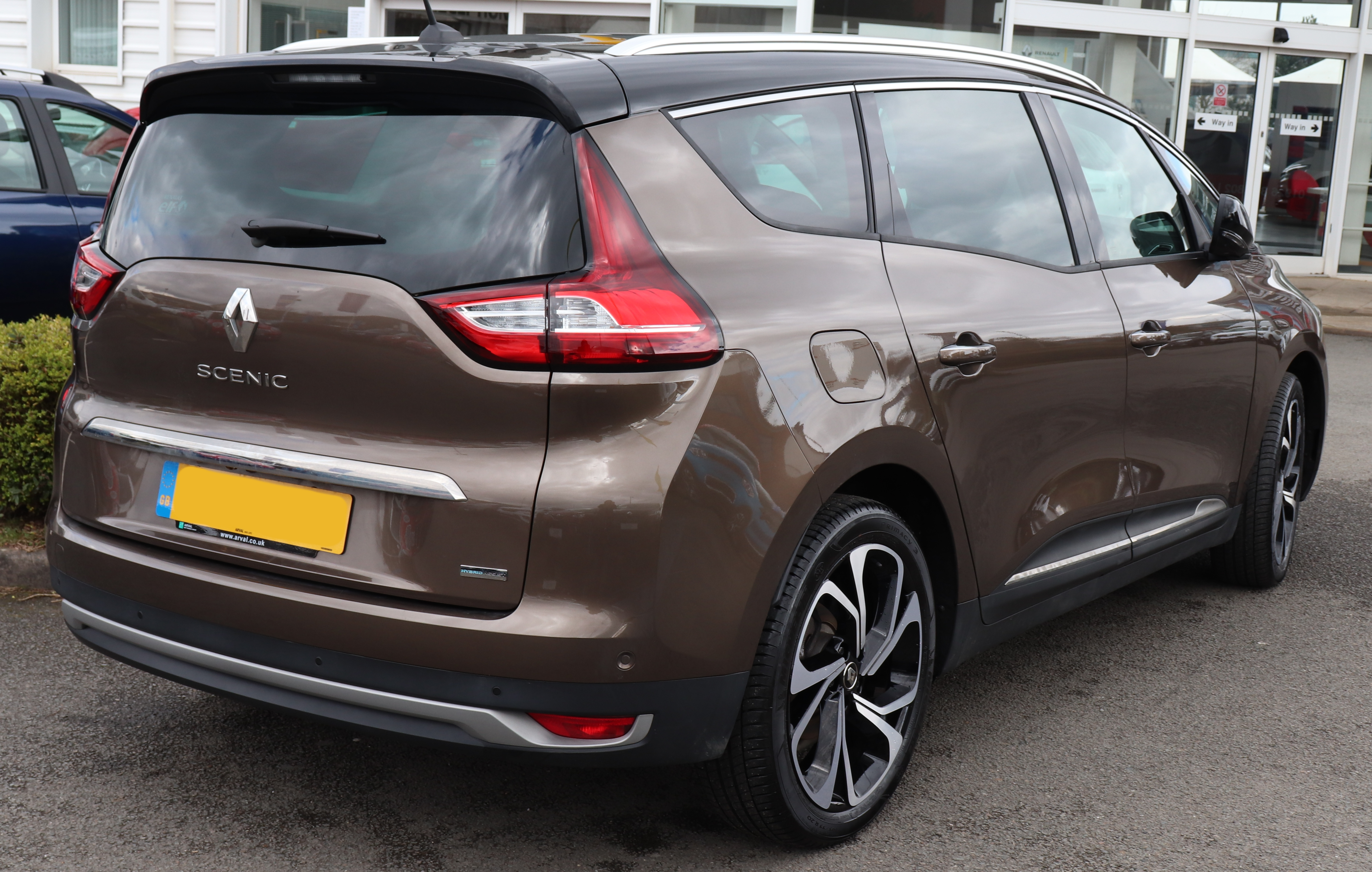
Renault Grand Scénic IV - tył

Renault Scénic IV został po raz pierwszy oficjalnie zaprezentowany podczas targów motoryzacyjnych w Genewie w 2016 roku.
Pojazd zbudowany został na płycie podłogowej CMF-C oraz zaprojektowany według nowego języka stylistycznego marki. Auto otrzymało duży, charakterystyczny grill z dużym logo marki oraz nowe LED-owe reflektory.
Czwarta generacja Scenica przyjęła koncepcję nawiązującą do crossovera, samochód pozostaje jednak kompaktowym minivanem. Awangardową cechą samochodu jest bazowy rozmiar felg, który wynosi 20 cali.

### Sprzedaż
W 2019 roku wycofano ze sprzedaży na rynku brytyjskim krótszą odmianę Renault Scenic. Rok później tę samą decyzję podjęto wobec dłuższego wariantu, oba kroki tłumacząc niewielką sprzedażą. W połowie 2020 roku w mediach pojawiły się pogłoski o planowanym całkowitym wycofaniu Scenica z produkcji bez następcy. Uzasadnione miało to być m.in. redukcją kosztów ponoszonych przez koncern i skupieniu się na produkcji popularniejszych crossoverów i SUVów. Informacje te zbiegły się informacjami o dużym spadku popytu na kompaktowego minivana Renault - w 2019 roku sprzedano na europejskim rynku 76 tysięcy Sceniców, co było o ponad połowę mniejszym wynikiem niż na początku drugiej dekady XXI wieku. W 2020 roku z polskiej oferty wycofano krótką wersję modelu, pozostawiając w sprzedaży jedynie dłuższą odmianę Grand, tylko w wersji siedmioosobowej.
Renault Scénic ostatecznie wszedł w fazę całkowitego wygaszania produkcji w 2022 roku. Najpierw w maju tego roku francuska fabryka zaprzestała produkcji krótszej odmiany 5-osobowej, by w kolejnych miesiącach zakończyć wytwarzanie wariantu Grand. Kompaktowy minivan zniknął tym samym z rynku bez następcy po 26 latach produkcji i czterech generacjach. Francuska firma w 2023 roku powróci jednak do stosowania emblematu Scenic dla nowego, kompaktowego crossovera o napędzie elektrycznym o nazwie Renault Scénic E-Tech Electric, którego zapowiedziano prototypem z maja 2022.

### Wersje wyposażenia
- Zen
- Intens
- Initiale Paris (niedostępna w Polsce)
- BOSE (seria limitowana)
- Black Edition (seria limitowana, niedostępna w Polsce)

Standardowe wyposażenie podstawowej wersji Zen obejmuje m.in. aktywny system wspomagania nagłego hamowania z funkcją wykrywania pieszych, tempomat, 6 poduszek powietrznych, elektryczne wspomaganie układu kierowniczego, automatyczny hamulec postojowy, komputer pokładowy, światła do jazdy dziennej LED, tylne światła LED, dwustrefowa automatyczna klimatyzacja, elektrycznie regulowane i podgrzewane lusterka, centralny zamek z kartą Renault Hand Free, kierownicę obszytą skórą, przesuwaną tylną kanapę, radioodtwarzacz DAB z Bluetooth, a także 20-calowe felgi aluminiowe.
Bogatsza wersja Intens dodatkowo wyposażona jest m.in. w asystenta pasa ruchu, przednie i tylne czujniki parkowania, światła przeciwmgielne, elektrycznie składane lusterka, przyciemniane szyby, przesuwaną konsolę centralną, system multimedialny z 7 calowym ekranem dotykowym i nawigacją satelitarną, oraz półskórzaną tapicerkę.
Opcjonalnie samochód wyposażyć możemy m.in. w aktywny tempomat, wyświetlacz przezierny, system kontroli martwego pola, system automatycznego parkowania, kamerę cofania, światła przednie LED, fotel kierowcy z masażem, elektrycznie regulowane fotele przednie, system multimedialny z ekranem 8,7 cala, dach panoramiczny, a także skórzaną tapicerkę.